# جورج غانثر
جورج غانثر (بالإنجليزية: George Gunther)‏ هو سياسي أمريكي، ولد في 22 نوفمبر 1919، وتوفي في 26 أغسطس 2012 في الولايات المتحدة. حزبياً، نشط في الحزب الجمهوري. وقد انتخب عضو مجلس ولاية كونيتيكت.